# 巴比耶反應
巴比耶反應（Barbier reaction）是有機反應。它是指在羰基化合物等亲电试剂的催化下，卤代烃和鋁、鋅、銦、錫等金属或者其鹽類等作用生成有机金属试剂，并与反应体系中的羰基化合物反应，生成仲醇或者叔醇的反應。
這個反應和格林納反應十分類似，但最重要的區別是巴比耶反應屬於一鍋法合成，而格氏反應中則需要在加成羰基化合物前分開準備格林納試劑。巴比耶反應是一個親核加成反應，使用的是對水不活躍和相對便宜的金屬（對比格氏試劑和有機鋰試劑），因此成本相對較低，而且很多情況下反應可以在水中進行，亦符合綠色化學的標準。這個反應的名字是因為維克多·格林尼亞的老師菲利普·巴比耶（Philippe Barbier）而得名。
巴比耶反應的例子有：⑴ 炔丙基溴和丁醛在鋅作还原剂時在水的反應：
⑵ 二碘化釤作还原剂的分子內巴比耶反應：
⑶ 在銦粉作还原劑之下，取代烯丙基溴與在四氫呋喃中的甲醛發生的反應：
⑷ 在鋅粉作还原劑之下，溴代環己烯與苯甲醛在水中的反應：

## 相關反應
- 格林納反應
- 野崎-檜山-岸反應

## 外網連結
- Barbier 反應 @ 康乃狄克大學網址